# Helge Loytved
Helge Loytved (* 2. September 1948 in Berlin) ist ein deutscher Jurist. Er war bis November 2013 Richter am Bundessozialgericht.

## Leben
Nach dem Abitur am Gymnasium Leopoldinum in Detmold studierte Loytved ab 1967 an den Universitäten Würzburg und Münster Rechtswissenschaft. Das Erste Juristische Staatsexamen legte er 1972 ab. 1973 bzw. 1974 wurde ihm von der University of Pennsylvania der akademische Titel eines Master of Arts sowie eines Master of Laws verliehen. Die zweite juristische Staatsprüfung folgte 1977.
Bei Wolfgang Gitter an der Universität Bayreuth promovierte er nach der Zweiten Juristischen Staatsprüfung mit einer Arbeit zum Krankenversicherungsrecht.
Daraufhin begann Loytved seine richterliche Laufbahn in Nordrhein-Westfalen. Er war zunächst seit dem März 1982 Richter am Sozialgericht Gelsenkirchen. Von dort wurde er ab November 1986 an das Landessozialgericht Nordrhein-Westfalen berufen. Von März 1983 bis Februar 1985 war Loytved jeweils als wissenschaftlicher Mitarbeiter an das Bundessozialgericht bzw. (von März 1989 bis November 1991) an das Bundesverfassungsgericht abgeordnet. Die Ernennung zum Richter am Bundessozialgericht erfolgte im November 1991.
Loytved gehörte zunächst dem 13. Senat (zuständig für die Rentenversicherung der Arbeiter) an, seit Juli 1995 als dessen stellvertretender Vorsitzender. Seit dem Juni 2002 war er Vorsitzender Richter des 9. Senats (insbesondere Soziales Entschädigungsrecht und Schwerbehindertenrecht) und des 10. Senats (Alterssicherung der Landwirte, Bundeselterngeld und Rechtsschutz bei überlangen Gerichtsverfahren). Er beteiligte sich auch an der Selbstverwaltung und war von Juli 1998 bis Ende Juni 2002 stellvertretendes Mitglied im Richterrat. Von Juli 2002 bis Ende Juni 2010 und ab September 2013 war Loytved Mitglied im Präsidialrat des Gerichts.
Seit April 1983 hatte Loytved einen Lehrauftrag für Sozialversicherungs- und Arbeitsförderungsrecht an der Universität Bielefeld inne. Die Universität ernannte ihn im April 2002 zum Honorarprofessor.
Helge Loytved trat Ende November 2013 in den Ruhestand.

## Schriften
- Der Wettbewerb in der Krankenversicherung. Zur Anwendung des Wettbewerbsrechts auf private Krankenversicherer und gesetzliche Krankenversicherungsträger. Bayreuth, Univ., Fachbereich 03 – Rechts- u. Wirtschaftswiss., Diss., 1980.
- Sozialgerichtsgesetz und Kostenrecht. BWV, Berliner Wissenschafts-Verlag. Berlin. 2012. ISBN 978-3-8305-3005-3